# Emmanuel Desutter
Emmanuel Joseph Charles Desutter (Heist, 28 november 1938) is een voormalig Belgisch volksvertegenwoordiger, senator en burgemeester van de CVP in Knokke-Heist.

## Levensloop
Desutter was een zoon van Max Desutter en Anna De Jonghe. Hij begon zijn loopbaan in het familiale visbedrijf in Zeebrugge. Hij ontplooide al vlug maatschappelijke activiteiten binnen het NCMV en de CVP.
In 1964 werd hij verkozen tot gemeenteraadslid van Heist en in 1967 tot schepen van deze gemeente. Hij bleef dit mandaat uitoefenen, ook na de fusie met Knokke, tot in 1973. Hij werd toen burgemeester van Knokke-Heist en bleef dit tot in 1979. Daarna was hij van 1983 tot 1989 opnieuw schepen.
In april 1977 werd hij verkozen tot lid van de Kamer van volksvertegenwoordigers voor het arrondissement Brugge en vervulde dit mandaat tot in 1991. In de Kamer was hij van 1987 tot 1991 quaestor. Hij werd vervolgens in de Senaat verkozen als provinciaal senator voor West-Vlaanderen en bleef dit tot in 1995. In de periode mei 1977-oktober 1980 zetelde hij als gevolg van het toen bestaande dubbelmandaat ook in de Cultuurraad voor de Nederlandse Cultuurgemeenschap, die op 7 december 1971 werd geïnstalleerd. Vanaf 21 oktober 1980 tot november 1991 was hij lid van de Vlaamse Raad, de opvolger van de Cultuurraad en de voorloper van het huidige Vlaams Parlement.
In 1985 werd hij binnen de Centrale Raad voor het Bedrijfsleven voorzitter van de commissies horeca en visserij.